# Louisiana francese
La Louisiana francese (in francese Louisiane) era un territorio della Nuova Francia, controllata dai francesi nel Seicento e nel Settecento. Questo nome venne dato da René Robert Cavelier de La Salle in onore di Re Luigi XIV di Francia. Territorio immenso, perché andava dai Grandi Laghi al Golfo del Messico, era diviso in Alta e Bassa Louisiana. Il territorio dell'attuale Stato federato della Louisiana è assai ridotto rispetto a quello originario francese.
Esplorata sotto il regno del Re Sole, la Louisiane fu poco valorizzata per mancanza di mezzi economici. Per la monarchia francese costituiva soprattutto un bastione strategico per contrastare l'imperialismo britannico e, per mantenerne il controllo, favorì le alleanze con i popoli pellerossa. A seguito della Guerra dei sette anni, la porzione orientale della Louisiana venne ceduta ai britannici e quella occidentale agli spagnoli, mediante il Trattato di Fontainebleau del 1762. Nel 1800, con Napoleone Bonaparte e il Trattato di San Ildefonso, la Francia riuscì a recuperare la sovranità sulla parte occidentale, ma la cedette in modo definitivo (1803) agli Stati Uniti d'America.

## Quadro geografico e naturale

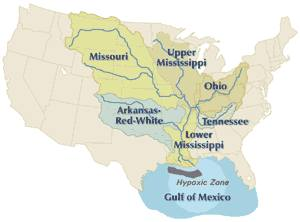
La rivendicazione francese del bacino del Mississippi e di tutti i suoi affluenti.

Nel Settecento la Louisiana si estendeva su gran parte dell'attuale Midwest degli Stati Uniti. Non è facile delimitare la zona d'influenza francese con precisione, poiché all'epoca non c'erano frontiere nel senso moderno. L'area più popolata si riduceva solamente alla valle del fiume Mississippi. Era delimitata a nord dai Grandi Laghi, a est dalla catena degli Appalachi, dove si trovavano le colonie inglesi, a ovest la regione delle Grandi Pianure, il "selvaggio ovest" e a sud dal Golfo del Messico.
Il rilievo è piuttosto basso e non costituì un ostacolo alla colonizzazione europea. La Louisiana francese si può separare in due insiemi geografici: la Bassa Louisiana e l'Alta Louisiana.
La Bassa Louisiana è caratterizzata da un clima umido e tropicale. Qui prosperavano le colture del riso e dell'indaco. Nel delta del Mississippi si trovano zone stagnanti, spesso insalubri. L'Alta Louisiana invece è la zona delle Grandi Pianure e il clima è continentale, caldo d'estate e freddo d'inverno.

## Storia

### Cronologia
- 1673 - Il canadese Louis Jolliet e il francese Jacques Marquette iniziano ad esplorare il Mississippi.
- 1682 - Cavelier de la Salle discende il Mississippi fino alla foce.
- 1699 - Pierre LeMoyne d'Iberville esplora la costa della Louisiana.
- 1701 - Cadillac fonda Detroit.
- 1717 - Inizio ufficiale della tratta dei neri in Louisiana.
- 1718 - Fondazione di La Nouvelle-Orléans.
- 1723 - La Nouvelle-Orléans diviene ufficialmente la capitale della Louisiana francese.
- 1762 - Trattato segreto di Fontainebleau: la Louisiana occidentale francese viene ceduta alla Spagna.
- 1763 - trattato di Parigi: la Francia cede alla Gran Bretagna tutti i territori da lei occupati ad Oriente del Mississippi, compresa parte della Louisiana, mentre la città di Nouvelle Orléans passa alla Spagna.
- 1764 - Fondazione di Saint Louis
- 1768 - I coloni creoli e tedeschi della Louisiana, in una ribellione, fanno fuggire il governante spagnolo.
- 1769 - Repressa col sangue la ribellione dell'anno precedente.
- 1779 - Fondazione di Chicago da parte di Jean Baptiste Pointe du Sable
- 1800 - Trattato segreto di San Ildefonso: la Francia recupera la parte occidentale della Louisiana.
- 1803 - Napoleone Bonaparte vende la Louisiana agli Stati Uniti.
- 1804 - viene fondato il Distretto della Louisiana e il Territorio di Orleans

### Esplorazione e conquista della Louisiana francese

#### Diciassettesimo secolo: esplorazione
Dal 1660 la Francia si impegnò a colonizzare l'America Settentrionale. Gli obiettivi furono di trovare il passaggio verso la Cina, attraverso il Nord-Ovest, di sfruttare le ricchezze naturali dei territori conquistati (pellicce, minerali). I coureurs de bois si lanciarono nell'esplorazione dell'ovest, il Pays en Haut, secondo l'espressione dell'epoca. Nel 1659 Pierre-Esprit Radisson e Médard Chouart des Groseilliers arrivarono alla parte occidentale del Lago Superiore. I preti fondarono delle missioni, come quella di Sault Sainte Marie nel 1668.
Il 17 maggio 1673 i francesi Louis Jolliet e Jacques Marquette iniziarono l'esplorazione del fiume Mississippi, che conoscevano con il nome Sioux Ne Tongo (il grande fiume) o Michissipi. Raggiunsero le foci del fiume Arkansas, e da lì risalirono il corso del Mississippi dopo aver capito che andando a valle sarebbero sbucati nel Golfo del Messico e non nel Mare della California (Oceano Pacifico). Nel 1675 Marquette fondò una missione nel villaggio dei Kaskaskia, lungo il fiume Illinois, che divenne permanente nel 1690.
Nel 1682 Cavelier de la Salle e Henri de Tonti, accompagnati da un manipolo di francesi e di nativi, riuscirono a discendere il Mississippi e fondarono Fort Prud'Homme, poi diventato Memphis. Stipularono un'alleanza con una tribù di nativi. Rivendicarono la sovranità francese sulla valle e la chiamarono Louisiane in onore di Luigi XIV. Nell'aprile 1682 arrivarono alle foci del Mississippi e piantarono una croce e una colonna. La Salle ritornò poi a Versailles, convinse il Ministro della Marina a farlo diventare governatore e ripartì con un'altra spedizione di quattro battelli e 320 coloni, ma si rivelò disastrosa. La Salle fu ucciso nel 1687, con i coloni superstiti, dai nativi.

#### Diciottesimo secolo: inizio della vera colonizzazione
Nel 1701 Antoine Laumet fondò Fort Pontchartrain du Détroit, più o meno dove si trova adesso Detroit, in onore del Conte di Pontchartrain, ministro della Marina. Cadillac sperava che il commercio delle pelli non cadesse in mano agli Irochesi e agli inglesi. Il suo scopo era di assimilare gli Indiani alla nazione francese. Lasciò Montréal il 5 giugno 1701 con un centinaio di persone, metà coloni e metà soldati e due missionari. Arrivarono nel sito il 24 giugno dove iniziarono a costruire il forte.
Nel 1698, dopo aver lasciato La Rochelle, Pierre LeMoyne d'Iberville esplorò le foci del Mississippi, e, prima di ritornare in Francia, costruì un forte a Biloxi, chiamato Maurepas. Nel 1702 tornò una seconda volta nel Golfo del Messico e fondò un forte a Mobile. Dal 1699 al 1702 Pierre Le Moyne d'Iberville fu il governatore della Louisiana. Gli succedette il fratello, dal 1702 al 1713. Fu di nuovo governatore dal 1716 al 1724 e ancora dal 1733 al 1743. Nel 1718 Jean-Baptiste Le Moyne de Bienville, fondò la Nouvelle Orléans alle foci del Mississippi, in onore del Reggente, il duca d'Orléans.

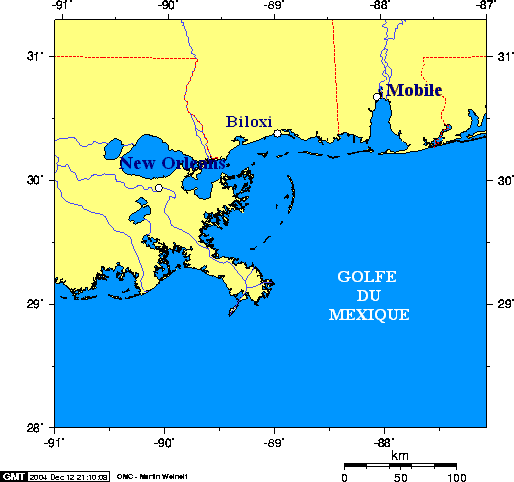
Mappa dell'area che Le Moyne d'Iberville esplorò. Le linee rosse indicano i confini attuali tra stati USA.

Il Trattato di Utrecht del 1713 metteva fine alla guerra di successione spagnola. Iniziò il declino del potere francese in Louisiana. Ciononostante Luigi XIV riuscì a piazzare sul trono di Spagna il nipote Filippo, che rinunciava ai suoi diritti sulla corona francese. La Louisiana restava francese, ma l'Acadia ed altre regioni delle Indie Occidentali vennero perse, la presenza britannica nel Nordamerica si fece sempre più ingombrante. Luigi XIV cercò di contenere questa influenza ad est degli Appalachi e tentò di avvicinarsi alla Nuova Spagna, situata ad ovest della Louisiana. Questa politica era motivata dai legami familiari, ma anche dalla speranza di accedere alle miniere e al commercio delle colonie spagnole.
Nonostante ciò l'esplorazione francese dell'Ovest continuò: nel 1714, Louis Juchereau de Saint-Denis navigò nel Red River e raggiunse il Río Grande. Lo stesso anno, Étienne Véniard de Bourgmont risalì il Missouri. Nel 1721, Jean-Baptiste Bénard de la Harpe risalì l'Arkansas. La zona di influenza francese si estese notevolmente e i viaggi posero le basi per il riconoscimento del "Far West".

## Organizzazione politica e amministrativa

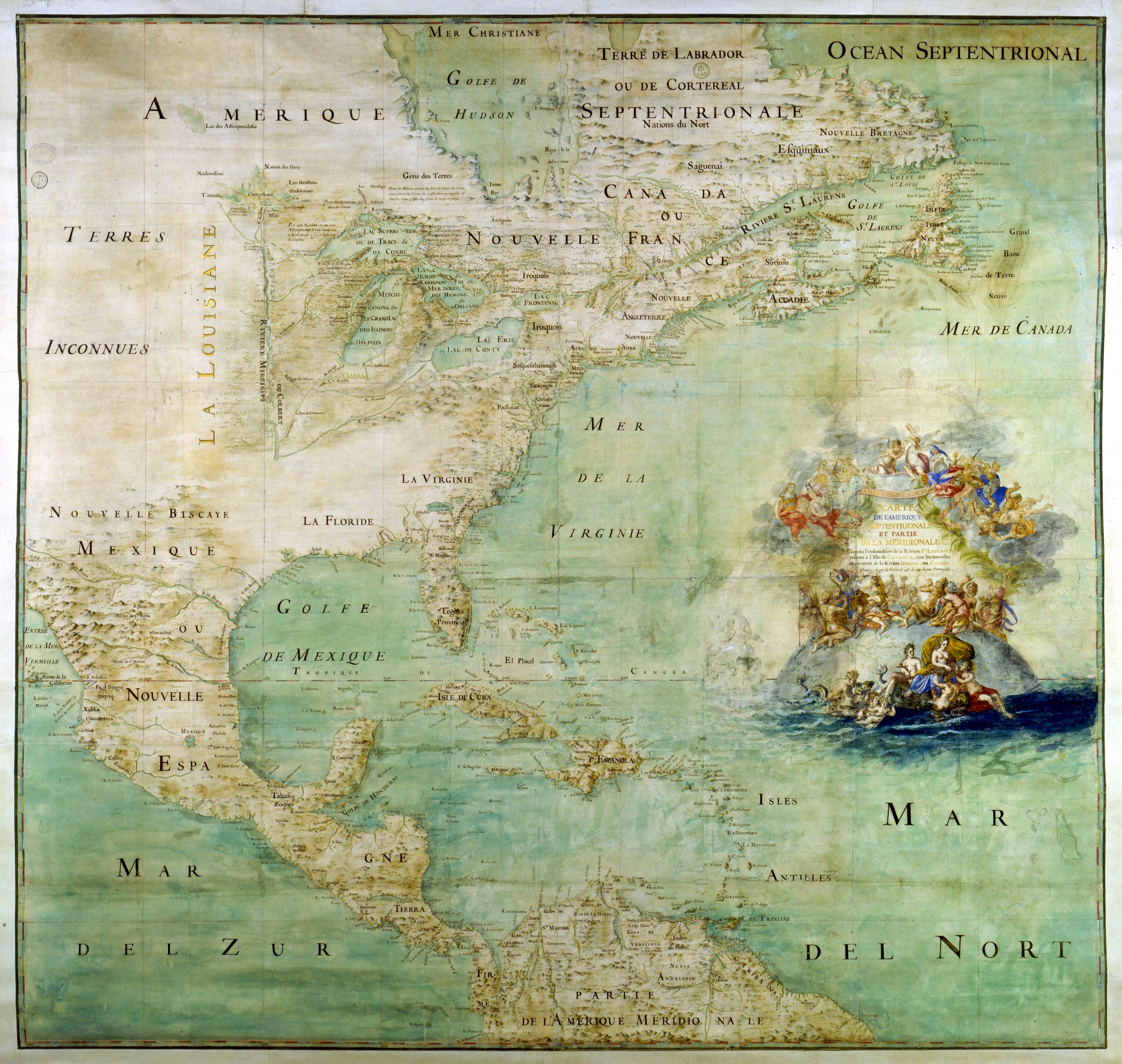
Mappa del Nord America durante il XVII secolo.

### Assolutismo in Louisiana
Se i sovrani dell'Ancien Régime prendevano possesso e talvolta incoraggiavano la colonizzazione della Nuova Francia, fu per diversi motivi.
Il regno di Enrico IV diede un importante impulso alla colonizzazione della Nuova Francia. Il primo Borbone si interessò personalmente agli affari d'oltremare. Nel Seicento i ministri Richelieu e Colbert condussero la politica coloniale. Luigi XIV e i suoi ministri erano preoccupati della grandezza del loro regno, il quale si estendeva in Europa e doveva, ovviamente, svilupparsi anche in America. Le rivalità europee, il gioco delle alleanze marcarono evidentemente la storia della Louisiana, in modo più o meno diretto. La volontà di limitare l'influenza britannica nel Nuovo Mondo fu una costante della politica reale.
Il re Sole prese cura di limitare l'apparizione di corpi intermediari e di contro-poteri in America del Nord. Non volle Stati provinciali, assemblee dei notabili, o parlamenti. Nel 1685 proibì la stampa in tutta la Nuova Francia. Negli anni 1660, la colonia divenne proprietà reale. Tra il 1712 e il 1731 la possessione francese passò sotto il controllo di Antoine Crozat, un ricco finanziere, poi sotto quello della Compagnia della Louisiana, creata da John Law. La compagnia aveva lo scopo di reclutare immigrati per popolare la colonia. Nel 1731 la Louisiana ritornò sotto autorità diretta del re di Francia. Contrariamente alla madrepatria, le leggi sono le stesse dappertutto: venivano applicate la Coutume de Paris, le consuetudini di diritto civile di Parigi, le quali erano piuttosto egualitarie per l'epoca, così come gli editti reali (p.es. gli editti di diritto processuale, il Code Savary di diritto commerciale ed il Code noir). Le rivolte contro le autorità sono rare, tuttavia la centralizzazione voluta da Luigi XIV inciampava sulle distanze tra Francia e Louisiana. Tra la fine del Seicento e l'inizio del Settecento, furono lasciati a loro stessi e dovevano contare di più sull'aiuto degli amerindiani che su quello della madrepatria. Ma la lontananza ebbe i suoi vantaggi: potevano esercitare il contrabbando impunemente.
Jean-Baptiste Colbert, ministro della Marina e del Commercio di Luigi XIV fu attento ad aumentare le ricchezze della corona. Fondò delle compagnie di commercio, volle aumentare la produzione del paese e delle colonie. Bisognava vendere il più possibile e ridurre le importazioni: il mercantilismo ispirò la politica d'oltremare. Impose il monopolio della Francia in materia di commercio con le colonie.
Tuttavia, le ambizioni assolutiste portavano una contraddizione notevole: Colbert voleva ridurre le spese della monarchia. Bisognava tuttavia investire molto denaro e mobilitare importanti risorse umane per valorizzare le colonie d'America. Grandi lavori di infrastrutture economiche (fabbriche, porti) furono intrapresi in madrepatria, ma gli investimenti in Louisiana furono insufficienti. Nulla venne veramente realizzato per facilitare la circolazione delle merci o degli uomini. Inoltre, benché il budget francese fosse deficitario a causa delle guerre, i coloni della Louisiana non pagavano le imposte reali e furono esentati della gabella.

### Amministrazione coloniale
Nell'Ancien Régime la Louisiana fa parte della Nuova Francia governata all'inizio da un viceré, in seguito da un governatore, coadiuvato da un intendente che risiedono a Québec. Quindi la Louisiana dipende dal Canada. Le distanze sono impressionanti. Infatti Québec e Nouvelle Orléans distano a migliaia di chilometri. Gli insediamenti francesi sono molto sparsi e godono di un'autonomia di fatto. Venne sentita la necessità di dividere la Nuova Francia in cinque zone, tra cui proprio la Louisiana. La prima capitale è Mobile, poi Biloxi ed infine, dal 1723, Nouvelle Orléans, dove risiedette il governatore del territorio, che si occupava di comandare le truppe e tenere le relazioni diplomatiche. Veniva aiutato da un commissario (Commissaire ordonnateur), il quale si curava degli aspetti amministrativi. Gestivano il bilancio, fissavano i prezzi, presidiavano il consiglio superiore (una corte di giustizia) e organizzavano i censimenti. Nominato dal re, il commissario organizzatore della Louisiana aveva larghe prerogative che talvolta entravano in conflitto con quelle del governatore. Gli avamposti militari all'interno venivano diretti da dei comandanti.

## Inquadramento religioso
I possedimenti francesi del Nordamerica erano sotto l'autorità di un'unica diocesi, di cui la sede si trova a Québec. Il vescovo, nominato e pagato dal re, si occupa di tutte le anime della Nuova Francia. L'inquadramento spirituale della popolazione è molto flebile in Louisiana rispetto alla madrepatria e al Canada; anche per questo la decima, l'imposta versata dai fedeli al clero, qui produce meno entrate.
La Chiesa giocò un ruolo di primo piano nell'esplorazione della Louisiana francese: inviò missioni, essenzialmente condotte dai gesuiti, con lo scopo di evangelizzare gli autoctoni. Creò delle strutture scolastiche ed ospedaliere: dagli anni 1720 le suore Orsoline si occuparono di un ospedale a Nouvelle Orléans. La Chiesa stabilì dei contatti con le tribù amerindie. Alcuni preti, come padre Marquette nel Seicento, parteciparono alle missioni di esplorazione.
I missionari iniziarono a evangelizzare gli autoctoni: i Gesuiti scrissero, a tale scopo, le preghiere nella lingua degli amerindiani. Vivendo talvolta nelle tribù, non potevano impedire un certo sincretismo delle pratiche e delle credenze, ad esempio integravano i dogmi della fede cristiana nei loro riti. Le conversioni sincere e durevoli erano però limitate: Gesù veniva assimilato agli altri spiriti, se non addirittura rigettato.

## La società
Non è facile valutare numericamente la popolazione dell'America francese. Sebbene gli storici dispongano di fonti precise riguardo ai coloni ed agli schiavi, risulta però più difficile recensire il numero dei nativi. Bisogna tener conto che la società della Louisiana si stava creolizzando.

### Gli amerindi
Da calcoli approssimativi, si pensa che in Bassa Louisiana, alla fine del Seicento, ci fossero dai centomila ai duecentomila amerindi, decimati in precedenza dalle malattie portate dagli europei. Un certo numero di essi vennero impiegati come schiavi, nonostante non fosse permesso. Questi schiavi venivano catturati durante incursioni e venivano inviati in Canada o nelle Antille. In Louisiana i latifondisti francesi preferivano alla lunga gli schiavi africani: ciononostante qualche pellerossa veniva utilizzato come servitore.

### Gli schiavi africani
Nel 1717 il ministro delle finanze decise di importare gli schiavi africani in Louisiana, con l'obiettivo di sviluppare le piantagioni nella Bassa Louisiana. La compagnia delle Indie deteneva il monopolio del commercio degli schiavi nella regione. Fece venire, nella zona, circa 600 schiavi tra il 1717 e il 1743. Una parte venne inviata nell'Illinois per coltivare il mais e per sfruttare le miniere. L'economia della Bassa Louisiana diventò quindi schiavista. Come per le altre colonie francesi, la condizione degli schiavi era regolata dal code noir, benché fosse disatteso. Ciononostante gli schiavi neri potevano disporre di una certa autonomia. Ad esempio riuscivano a coltivare un piccolo appezzamento nei giorni festivi, altri cacciavano, tagliavano la legna o custodivano del bestiame. Infine, nonostante i matrimoni interrazziali fossero proibiti, il concubinaggio fu ampiamente praticato. La vita e il lavoro dei schiavi neri era molto difficile. Gli alloggi erano modesti e si dormiva su dei pagliericci. Disponevano solo di qualche cofano e di utensili da cucina. La condizione degli schiavi dipendeva dalla crudeltà dei padroni e quando diventava insopportabile si nascondevano nelle paludi o a Nouvelle Orleans. Ma queste fughe erano temporanee e la Louisiana non conobbe come nelle Antille, le rivolte degli schiavi. Le possibilità di affrancamento furono scarse e quando successero, gli schiavi liberati vivevano in una condizione di segregazione. Gli schiavi neri contribuirono alla creolizzazione della società della Louisiana e molti di loro, benché fosse prescritto dal code noir che dovevano diventare cristiani, custodivano le pratiche animiste dell'Africa.

### I coloni

#### Creoli
Si stima che settemila francesi, nel Settecento, si stabilirono in Louisiana, numericamente cento volte inferiore degli inglesi nella costa Atlantica. La Louisiana attirava, all'epoca, meno francesi che nelle Antille. La traversata dell'Oceano Atlantico era difficile, molti morivano durante il viaggio, ed una volta arrivati, dovevano affrontare un ambiente ostile. I cicloni e le tempeste tropicali distruggevano i campi. L'insalubrità della foce del Mississippi rappresentava un grave problema. I villaggi e i forti non erano al riparo dagli attacchi provenienti dagli amerindi e dagli schiavi neri fuggitivi. Nel 1729 gli attacchi degli indiani Natchez fecero 250 morti in Bassa Louisiana. Si impadronirono di Fort Rosalie e sventrarono delle donne incinte. La risposta francese arriva nel 1730 e nel 1731 provoca la fuga dei Natchez o la deportazione ad Haiti.
I coloni erano spesso uomini giovani, volontari reclutati nei porti francesi o a Parigi, che stipulavano un contratto di servitù debitoria. Dovevano restare in Louisiana fino al termine dell'ingaggio, poi potevano tornare in Francia. La loro condizione era di "semi-schiavi". A loro veniva proposto di sposarsi con delle giovani francesi, dette filles de la cassette, alle quali il re finanziava la dote. Ciò aveva lo scopo di incrementare la popolazione. Donne di poche virtù, vagabondi, fuorilegge e ragazzi a cui la famiglia era stata arrestata con lettre de cachet vennero inviati forzatamente in Louisiana, soprattutto nel periodo di Reggenza di Luigi XV di Francia. Queste vicende ispirarono la novella Histoire du Chevalier Des Grieux et de Manon Lescaut (1731) scritta dall'abate Antoine François Prévost. Inoltre la Louisiana francese venne popolata anche da tedeschi, svizzeri e, dopo la Guerra dei Sette Anni si arricchisce di apporti umani diversi, come rifugiati da Haiti, francesi che rifiutarono la Rivoluzione e Acadiani.

#### Contadini, artigiani e mercanti
La mobilità sociale era più facile nel Nordamerica che in Francia. Il sistema signorile è assente nelle rive del Mississippi. Non esistevano le corporazioni gerarchizzate e strettamente regolamentate. Certi commercianti costruirono le loro fortune molto rapidamente. I grandi latifondisti della Louisiana restarono attaccati al modo di vivere francese: infatti si facevano portare parrucche e vestiario di Parigi. Nell'Illinois, i più ricchi eressero delle case in pietra e possedettero molti schiavi. I più grandi mercanti si installarono a Nouvelle Orléans.

#### I soldati francesi
Il re inviava l'esercito in caso di conflitto con le altre potenze coloniali: nel 1717 la colonia del Mississippi contava 300 soldati su 550 abitanti, ma era vittima, come in madrepatria, di diserzioni. Alcuni soldati fuggivano e diventavano coureur de bois, ossia mercante di pellicce. Ci sono pochi ammutinamenti perché la repressione era severa. L'esercito aveva un ruolo fondamentale nel controllo del territorio. Gli uomini costruivano dei forti e negoziavano con gli amerindi.
Alcuni coloni, anche se meno che nel Québec, erano ex soldati in congedo, o marinai, che potevano ottenere come buonuscita un piccolo appezzamento.
Il carattere militare delle colonie francesi in nord America fu più marcato che in quelle inglesi, determinando anche la presenza di una popolazione tendenzialmente più disciplinata.

#### Icoureurs des bois
I coureurs des bois (letteralmente "corridori dei boschi") giocarono un ruolo importante, sul quale però si dispone di pochi documenti, nell'estensione dell'influenza francese in America del Nord. Dalla fine del Seicento questi avventurieri risalirono gli affluenti del Mississippi. Furono motivati dalla speranza di trovare oro o di commerciare le pellicce o gli schiavi con gli indiani. La tratta delle pelli, spesso praticata senza autorizzazione, fu un'attività difficile, la maggior parte esercitata da giovani uomini celibi. Molti di loro si augurarono di insediarsi come agricoltori.
Molti di loro si integrarono con le comunità autoctone. Impararono la loro lingua e presero come mogli delle amerindiane: si conosce bene il caso di Toussaint Charbonneau, poligamo, che sposò due ragazze della tribù degli Scioscioni, di cui la moglie Sacajawea li diede un figlio chiamato Jean-Baptiste e una bambina, Lisette, i quali parteciparono alla spedizione di Lewis e Clark, all'inizio dell'Ottocento.

## Le relazioni franco-amerindie
Sebbene la Francia di Antico Regime sperò di far diventare gli amerindi dei sudditi del Re e dei buoni cristiani, la lontananza della madrepatria e la scarsità della popolazione francese impedirono l'attuazione di questo obbiettivo. Nella retorica ufficiale, gli amerindiani erano considerati come sudditi del Re di Francia, ma in realtà gli autoctoni rimanevano ampiamente autonomi, grazie alla loro schiacciante superiorità numerica. Le autorità locali (i governatori, gli ufficiali) non avevano i mezzi per imporre le decisioni e sovente trovavano dei compromessi. Le tribù indiane offrirono un aiuto essenziale ai francesi in Louisiana: assicuravano la sopravvivenza dei coloni, parteciparono con loro al commercio delle pellicce e, nelle spedizioni, furono usati come guide. La loro alleanza era indispensabile nella lotta contro i britannici.

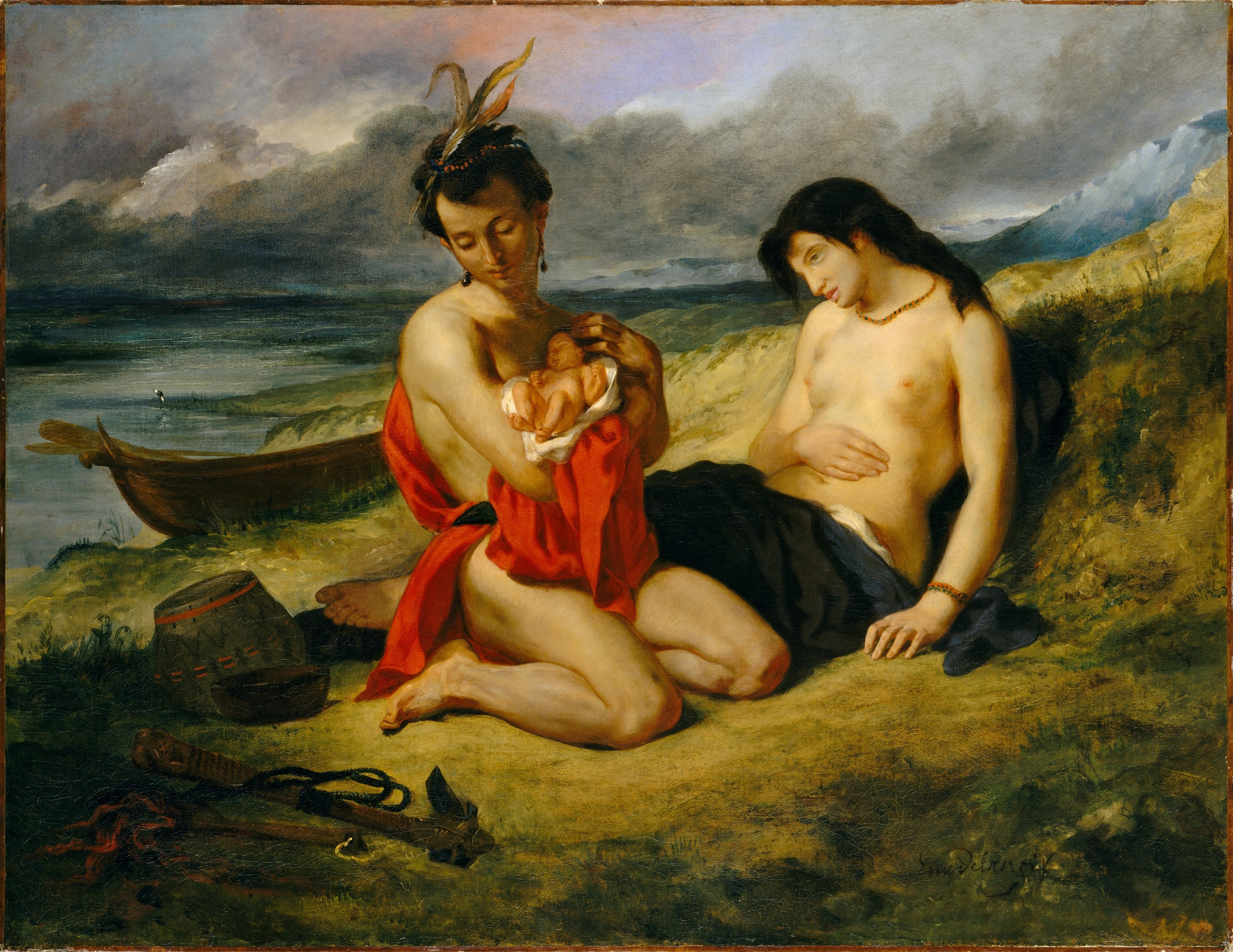
Eugène Delacroix, I Natchez, Metropolitan Museum of Art, 1832-1835. Gli indiani Natchez rappresentarono gli avversari più feroci dei francesi in Louisiana.

I due popoli si influenzarono mutuamente in molti modi: alcuni francesi impararono la lingua degli autoctoni e, viceversa, gli amerindiani utilizzavano i prodotti degli europei (tessuti, alcool, armi da fuoco,...) e la religione. I coureurs de bois e i soldati presero a prestito le canoe e i mocassini. Molti di loro mangiavano cibi indiani, come il riso selvatico, diversi tipi di carni, talvolta addirittura l'orso e il cane. I coloni erano spesso dipendenti dagli amerindi per l'approvvigionamento del cibo. La cucina creola ha ereditato questi contatti: ad esempio la sagamité è una bollitura di mais, grasso d'orso e lardo. Il jambalaya, parola d'origine seminole, designa oggi un insieme di ricette di carne a base di riso, tutte molto speziate. Gli sciamani riuscirono talvolta a guarire i coloni grazie a dei rimedi tradizionali (applicazione di gomma di abete sulle ferite o l'osmonda su una morsicatura di un serpente a sonagli). Infine un certo numero di parole francesi di origine indiana passarono nel linguaggio quotidiano.
Molti coloni ammirarono, e anche temettero, il valore militare degli autoctoni, ma altri disprezzarono la loro cultura e li considerarono inferiori ai Bianchi. Nel Settecento venivano praticati i matrimoni interrazziali in Louisiana, anche senza l'autorizzazione delle autorità (Ordinanza reale del 1735). I preti gesuiti furono spesso scandalizzati dei costumi libertini degli indiani. Nonostante qualche disaccordo, dato che gli indiani uccidevano i maiali che devastavano i campi di mais, e talvolta qualche violento scontro, come la guerra delle volpi, la sollevazione dei Natchez e la spedizione contro i Chicachas, le relazioni franco-indiane furono relativamente buone in Louisiana perché i francesi non erano numerosi. L'imperialismo francese si espresse in qualche guerra e nella schiavizzazione di un certo numero di amerindiani. Ma la maggior parte del tempo le relazioni franco-indiane furono basate sul dialogo e sulla negoziazione.

## Economia

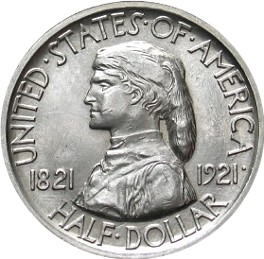
Trappeur americano, Missouri

In questo immenso territorio che fu la Louisiana francese, si possono distinguere due grandi regioni in base al sistema produttivo, molto differenti tra di loro.

### Pays des Illinois
Questa regione della Louisiana francese, situata al nord e drenata dal Mississippi e i suoi affluenti, produceva soprattutto cereali. Gli agricoltori francesi, in numero veramente esiguo, vivevano in qualche villaggio raggruppato (Fort de Chartres, Kaskaskia, Prairie du Rocher, Sainte Geneviève). Coltivavano, con l'aiuto di una manodopera salariata e servile, mais e frumento. Le praterie furono messe in valore grazie all'aratro tradizionale. Allevavano cavalli, bovini e maiali. Inoltre facevano crescere un po' di tabacco, della canapa, del lino e delle vigne (nonostante buona parte del vino fosse importato dalla Francia). L'agricoltura era sottomessa ai rischi climatici e alle inondazioni del Mississippi.
Gli empori fortificati nel Pays des Illinois si concentravano sul commercio delle pellicce. Piazzati in punti strategici, erano fortificati in modo modesto. Solamente alcuni sono in pietra (come Fort de Chartres e Fort Niagara). Similmente ai loro omologhi anglo-americani (i mountain men), i coureurs des bois scambiavano le pelli di castoro o di capriolo con armi, tessuti o paccottiglia, dato che l'economia locale era basata sul baratto. Vendevano poi le pelli o le pellicce nei forti o nelle città della Nuova Francia. Il Pays des Illinois produceva sale, piombo e lo spediva verso Nouvelle Orleans con della selvaggina.

### Bassa Louisiana

#### Un'economia di piantagioni
Il sud della Louisiana era basato sul sistema latifondistico con manodopera degli schiavi. I proprietari risiedevano spesso a Nouvelle Orleans e affidavano la direzione dei loro terreni a un fattore. Le colture erano svariate e adattate alle condizioni naturali: una parte dei prodotti era destinato a nutrire gli abitanti della Louisiana (mais, legumi, riso, allevamento). Un'altra parte era esportata verso la madrepatria (tabacco e indaco).

#### Funzione economica dela Nouvelle Orléans
Nouvelle Orleans fu la capitale economica della Louisiana francese, benché fosse una semplice borgata per diversi decenni. I coloni sistemarono le infrastrutture per permettere il commercio: un canale venne aperto nel 1723. Gli empori servivano da magazzino sulle rive del Mississippi. La città esportava le pelli provenienti dall'interno, nonché i prodotti delle piantagioni. Serviva ovviamente anche da mercato locale. Le sue botteghe e i suoi mercati permettevano la vendita dei prodotti delle piantagioni.
I rari convogli provenienti dalla Francia portavano del cibo (lardo, grano,...), alcuni alcolici e diversi oggetti (armi, utensili, tessuti, vesti). Dall'interno provenivano le pelli e diversi prodotti da caccia, e il porto inviava tabacco e indaco verso la madrepatria. Ma queste esportazioni restavano, nel complesso, abbastanza basse. A Nouvelle Orleans si vendeva ancora legno, riso e mais destinate alle Antille francesi.

## La fine della Louisiana francese

### La guerra dei Sette anni e le sue conseguenze
Le ostilità tra francesi e britannici ricominciarono due anni prima che si scatenasse la guerra dei Sette anni in Europa, allo stesso tempo finirono prima che fosse firmato il trattato di Parigi. Dopo aver conosciuto qualche successo, grazie all'appoggio degli amerindiani (1754-1757), i francesi subirono diverse sconfitte nel Canada (1758-1760). La capitolazione di Montréal annunciò l'isolamento della Louisiana francese.
Il trattato di Parigi, firmato il 10 febbraio 1763, sanzionò l'estromissione dei francesi dal Nordamerica: il Canada e la parte ad est del Mississippi furono ceduti alla Gran Bretagna. La Nouvelle-Orléans e la parte occidentale del fiume passarono alla Spagna. Questa decisione provocò la partenza di molti coloni, tuttavia la presa effettiva degli spagnoli fu tardiva e l'immigrazione ispanofona scarsa. A est gli Stati Uniti intravedevano già la conquista dei territori occidentali, infatti nel 1795 la navigazione commerciale sul Mississippi fu aperta agli statunitensi.

### L'effimera restaurazione della Louisiana francese
Durante la Rivoluzione francese, la Louisiana sotto controllo spagnolo si agitò, poiché certi coloni francofoni inviarono delle petizioni in Madrepatria e gli schiavi tentarono di rivoltarsi nel 1791 e nel 1795.
Il Trattato di San Ildefonso, firmato in segreto il primo ottobre 1800, prevedeva la cessione della Louisiana occidentale, oltre che Nuova Orleans alla Francia in cambio del Ducato di Parma. Il 18 gennaio 1803 il re di Spagna ridiede la Louisiana alla Francia. Tuttavia Napoleone Bonaparte decise di non tenere quest'immenso territorio per due motivi. Il primo perché dovette far fronte alla rivolta della parte francese di Santo Domingo (oggi Haiti). In secondo luogo perché si stava rompendo la pace di Amiens con il Regno Unito appena costituitosi. Fu presa la decisione di vendere la Louisiana ai giovani Stati Uniti il 20 aprile 1803, con la somma di 80 milioni di franchi (15 milioni di dollari). La sovranità americana entrò in vigore il 20 dicembre 1803 (atto della vendita della Louisiana). Tuttavia i francesi, e in particolare i coureurs des bois, continuarono a frequentare la regione e a penetrare il Far West, così, Pierre Vial scoprì la pista di Santa Fe.

## Eredità francese

Il sigillo del Minnesota porta una legenda in francese: «L'étoile du nord»

La colonizzazione francese in Louisiana ha lasciato tracce che sono state rimesse in valore da qualche decennio. L'eredità della lingua francese e del francese cajun è quella che tende maggiormente a cancellarsi: per questo motivo è stato creato nel 1968 il "Consiglio per lo sviluppo del francese in Louisiana", che continua a insegnare una versione di francese a metà strada tra il vecchio dialetto acadiano e il francese parigino o metropolitano. Oggi, le regioni cajun o cadiennes della Louisiana formano spesso delle associazioni con gli acadiani del Canada che mandano dei professori di francese per riapprendere la lingua nelle scuole. Nel 2003 risultava che il 7 % dei "Louisianesi" fosse francofono, sebbene essi parlino ugualmente l'inglese. Si stima che il 25 % della popolazione abbia un'ascendenza francese. Portano dei cognomi di origine francese (Boucher, Cordier, Dion, Menard, Pineaux, Roubideaux, etc.). Numerose città o villaggi hanno dei nomi evocatori: Saint Louis, Détroit, Bâton Rouge, La Nouvelle-Orléans,... La bandiera e il sigillo del Minnesota portano un motto in francese.
Le feste e le commemorazioni storiche richiamano la presenza francese nell'età moderna: nel 1999 New Orleans ha celebrato l'anniversario della fondazione. Nel 2001 fu la volta di Detroit. Nel 2003, numerose esposizioni, così come una conferenza hanno rintracciato la storia della vendita della Louisiana, nell'occasione del bicentenario.
Certi luoghi e numerosi musei testimoniano il patrimonio culturale lasciato dai francesi. Si pensi in primo luogo al quartiere francese di New Orleans. Numerosi forti francesi sono stati ricostruiti e aperti al pubblico. Una parte della cultura della Louisiana ha le sue radici nel periodo francese: i canti creoli hanno influenzato il blues e il Jazz. La musica cajun resta ancora viva. Il carnevale di New Orleans testimonia una cultura cattolica ancora viva.